# Послуга (фільм)
«Послуга» (англ. The Favor) — американський комедійний фільм 1994 року.

## Сюжет
Кеті Ватінг щасливо одружена з Пітером, але їхні стосунки стали рутинними. Напередодні 15-ї зустрічі випускників Кеті не може не замислитися, що було б, якби вона колись зійшлася зі своїм шкільним коханням Томом, з яким ніколи не мала сексу.
Найкраща подруга Кеті, 30-річна Емілі Ембрі, зустрічається з 26-річним художником Елліотом, який наполягає на відвідуванні дня народження хрещениці Емілі, доньки Кеті. Нудьгуючи на дитячій вечірці, Елліот хоче швидко піти. Емілі нагадує йому, що вони домовилися припинити стосунки, коли вони перестануть бути веселими.
Оскільки Кеті одружена, вона не може дізнатися, що сталося з Томом, тому просить Емілі зробити це за неї. Кеті доручає Емілі знайти Тома в Денвері, переспати з ним і розповісти, як це було.
Емілі виконує прохання, але коли вона розповідає Кеті, що Том привабливий і чудовий коханець, Кеті не може позбутися думок про секс подруги з її «втраченою можливістю» і звинувачує Емілі в порушенні їхньої дружби. У розпачі Кеті намагається відновити пристрасть із Пітером, але повсякденні справи заважають йому бути тим захопливим коханцем, якого вона прагне.
На виставці Елліота Емілі розриває з ним стосунки, вважаючи його занадто молодим і бажаючи знайти когось, готового до серйозних зобов’язань. Кеті й Емілі знову сваряться. Ображена поведінкою Кеті, Емілі дозволяє їй думати, що вона розлучилася з Елліотом, бо планує продовжувати бачитися з Томом, і йде. Пітер бачить гнів Емілі на Кеті та те, як Кеті втішає Елліота, і починає підозрювати.
Ситуація ускладнюється, коли Емілі дізнається, що вагітна, і повідомляє Кеті, що батько — Елліот, але не хоче, щоб він знав, бо він не впорається. Кеті вирішує, що Елліот має знати про майбутнє батьківство. Водночас колега Пітера, Джо Дубін, переконує його, що Кеті може зраджувати. Таємно стежачи за Кеті, Пітер і Джо бачать, як вона відвідує студію Елліота, щоб повідомити про вагітність Емілі, і переконують самі себе, що в Кеті роман із Елліотом. Кеті попереджає Елліота не розповідати Емілі, що він знає про вагітність. Елліот, переконуючи Кеті, що вона поспішила розірвати з ним, просить дати йому шанс на глибші стосунки. Пізніше, під час розмови, Кеті випадково зізнається Емілі, що розповіла Елліоту про вагітність. Розлючена втручанням Кеті, Емілі, бажаючи її покарати, каже, що справжній батько — Том. Страждаючи від ревнощів, Кеті вирішує повідомити Тома про його «майбутнє батьківство», але каже Пітеру, що їде до матері.
Елліот проводить виставку в Денвері, і Кеті опиняється на тому ж рейсі, повідомляючи йому, що дитина Емілі — від Тома. Кеті вдягає спокусливу червону сукню, щоб звабити Тома. Том вважає свою давню знайому привабливою, і вони їдуть до його хатини. Тим часом Пітер прибуває до готелю Елліота і б’є його, не давши пояснити. Емілі приїжджає до хатини Тома, щоб попередити Кеті, що Пітер їде до неї. Бачачи, як одягнена Кеті, Пітер не повірить, що вона там лише для розмови про вагітність Емілі. Емілі, одягнена в діловий костюм, міняється одягом із Кеті, вдягаючи її червону сукню. Том, думаючи, що він батько дитини Емілі, поводиться грубо і не бажає брати відповідальність. Елліот прибуває і бере на себе відповідальність, коли Емілі виправляє питання батьківства. Пітер запитує Кеті, що відбувається, і вона зізнається у своїй цікавості до шкільного кохання. Пітер нагадує, що їм уже не 16, і Кеті зізнається, що відчувала себе непривабливою, але кохає його. Розуміючи нарешті все, Пітер запевняє, що вважає її привабливою, і вони разом їдуть до готелю.
Кеті допомагає Емілі планувати весілля з Елліотом, а Пітер переконаний, що все повернулося на свої місця.

## У ролях
- Гарлі Джейн Козак — Кеті Вайтінг
- Елізабет Макговерн — Емілі Ембрі
- Білл Пуллман — Пітер Вайтінг
- Бред Пітт — Елліотт Фаулер
- Ларрі Міллер — Джо Дубін
- Кен Вол — Том Ендрюс
- Джинджер Орсі — Джина
- Лі Енн Орсі — Ганна
- Феліція Робертсон — Керол
- Кенні Твомі — містер Лакі
- Флоренс Шауффлер — доцент у музеї
- Ілейн Мі — кремезна жінка
- Джон Хорн — пастор
- Вілма Бергейм — дама в церкві
- Мері Марш — дама в церкві
- Мерлін Блечшмідт — місис Конзулман
- Шерон Коллар — клерк в аптеці
- Карл Кінг — людина в аптеці
- Дебора Вайт — професорка Аллен
- Ліза Робінс — стюардеса